# Kinesisk skrift
Et kinesisk skrifttegn eller Hànzì (kinesisk: 漢字 eller 汉字 betyder Han-dynastiets skrifttegn) er et logogram, der bruges til at skrive kinesisk, japansk, nogle sjældne gange koreansk, og også ældre former for vietnamesisk. Skrifttegnene er på koreansk og japansk kendt som hanja og kanji. Hvert enkelt tegn repræsenterer en stavelse og stort set også en mening, og et enkelt eller flere tegn sammen kan udgøre et ord.
Hànzì er de officielle skrifttegn i blandt andet Kina og Taiwan, og ses gerne som to overlappende sæt af tegn, et traditionelt sæt og et forenklet sæt med noget færre strøg pr. tegn. Det traditionelle sæt bruges i dag på Taiwan og også uofficielt i Hongkong, mens det forenklede sæt officielt er standarden over hele Kina.
På trods af at kinesiske dialekter er meget forskellige, giver hànzì et godt grundlag for forståelse mellem dialekterne. Selv om betydningen af et enkelt tegn kan variere meget i forskellige geografiske områder, vil man let kunne forstå lydforskellen og dermed tilnærme sig den lokale dialekt tegn for tegn. Det kinesiske sprog kan således siges at være forankret i hànzì.

## Udformningen af hàn-tegn
Skønt der eksisterer mere end titusind hànzì, er de fleste af tegnene i realiteten sammensætninger af andre tegn. Komponenterne kan have indvirkning på både betydning og udtale og placeres efter bestemte mønstre, noget som giver hànzì et nogenlunde uniformt udseende. Strøgrækkefølgen når man skriver hànzì går primært fra venstre mod højre, og sekundært ovenfra og ned.

## Radikal
I opslagsværker, som lexica, ordbøger og des lige, er opdelt efter tegnenes radikal og underopdelt efter antal strøg. Fx er 好's radikal 女 og strøgtal 6. Der har historisk eksisteret flere systemer til opdeling af tegnene i deres radikaler men for alle systemerne gælder det at et skrifttegn har en radikal. Ifølge unicodestandarden er der 214 radikaler. Nogle af radikalerne kan skrives på flere måder fx skrives 人 som 亻 i 你. Ofte men ikke altid vil radikalen sige noget om tegnets generelle betydning fx betyder 亻 i 你 at tegnet 你 har noget med en person at gøre (你 betyder 'du'). Når man sorterer kinesiske ord efter radikal, gør man det først efter radikal og dernæst efter ekstra streger, fx er 亻 radikalnummer 9, og skrifttegnet 你 har 5 streger mere ud over de to streger i 亻, som radikalnummer 9 består af. På moderne kinesisk sorterer man ofte ikke efter radikal men efter pinyin (et fonetisk system til at skrive Mandarin-kinesisk)